# Florac

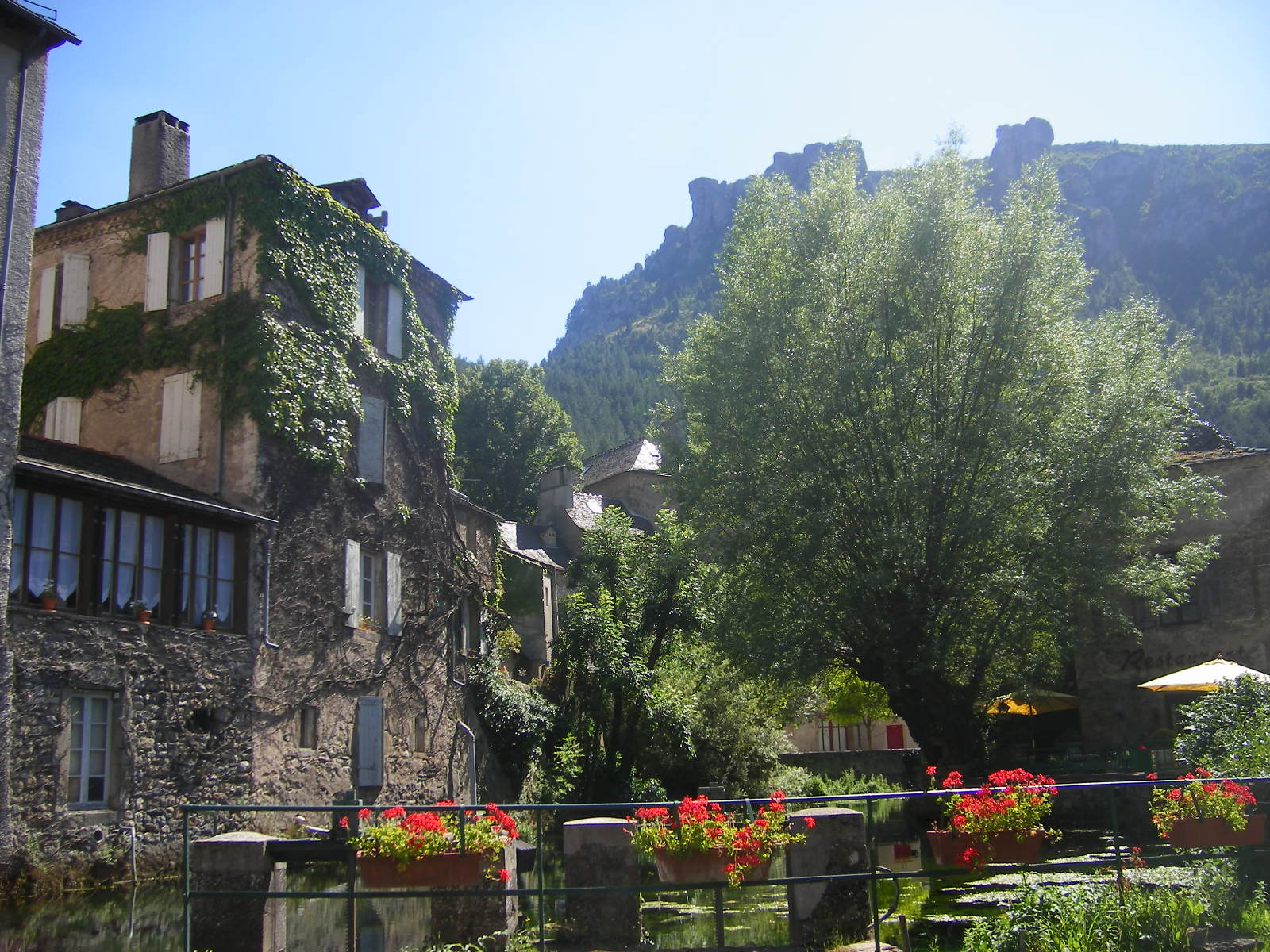
Het centrum van Florac

Florac is een plaats en voormalige  gemeente in het Franse departement Lozère in de regio Occitanie. De plaats maakt deel uit van het arrondissement Florac. Sinds 2016 maakt Florac deel uit van de commune nouvelle Florac Trois Rivières.

## Geschiedenis

### Middeleeuwen
De streek werd in de 5e eeuw gekerstend vanuit de Abdij van Saint-Gilles en Florac werd een parochie. In de 9e eeuw werd een eerste kasteel gebouwd op de rots Sainte-Lucie. Dit kasteel werd verlaten en er kwam een nieuw kasteel op de plaats van het huidige kasteel. Rond 1130 bouwden benedictijner monniken van de Abdij van La Chaise-Dieu een klooster in Florac. Dit was toen een welvarend stadje gebouwd rond de parochiekerk en het kasteel. Er was handel in hout, zout en textiel en de transhumance van de Mont Lozère kwam door de stad. In 1215 werd Raymond d’Anduze baron van Florac. Tegen betaling van 400 pond verkregen de inwoners van Florac van baron Pons de Montlaur in 1295 een stadscharter. De stad verkreeg privileges en het recht twee consuls te verkiezen. Tijdens de Honderdjarige Oorlog vonden roversbenden (routiers) een onderkomen op de Mont Lozère. De stad, die tot dan enkel beschermd was met een gracht, maakte te laat werk met de bouw van stadsmuren. In maart 1363 werd de stad geplunderd. Het volgende jaar werden de stadsmuren herbouwd met de financiële steun van paus Urbanus V die uit het naburige Grisac afkomstig was.

### Reformatie
Een meerderheid van de bevolking ging over naar het protestantisme. In 1560 kwam er een eerste protestantse gemeente onder leiding van Antoine Coppier. De protestanten sloopten de oude parochiekerk en bouwden ernaast, op de plaats van het oude kerkhof, een protestantse kerk. Onder Lodewijk XIII werden de vrijheden die het Edict van Nantes (1598) aan de protestanten had verleend, afgenomen. In Florac werd de protestantse kerk afgebroken, de stadsmuren werden geslecht en een nieuwe katholieke kerk werd gebouwd. De protestanten kwam voortaan samen in de graanhal en in 1646 bouwden ze een nieuwe kerk. In 1652 werd ook het kasteel van Florac herbouwd. De stad telde toen 1.175 protestanten en maar 211 katholieken. In 1685 werd het Edict van Nantes ingetrokken door koning Lodewijk XIV en het protestantisme werd verboden. De nieuwe kerk in Florac werd afgebroken. Sindsdien was het onrustig in de streek. In 1689 probeerde de protestantse opstandeling François Vivent tevergeefs Florac in te nemen, waar koninklijke dragonders gelegerd waren. Drie jaar later brak de Oorlog van de Camisards uit in de Cevennen.

### Moderne tijd
Na de Franse Revolutie stierven veertig contrarevolutionairen onder de guillotine in Florac. Florac werd de onderprefectuur van een arrondissement. Het kasteel van Florac werd aangekocht door de staat in 1810 en werd een gevangenis.
Florac was een landbouwgemeente met dertien jaarlijkse veemarkten. Er werden ook zijderupsen gekweekt. Een ziekte onder deze rupsen en de opkomst van kunstzijde leidden tot een emigratiegolf uit de streek, in eerste instantie naar de steenkoolmijnen van Alès. Bij Florac ligt het voormalige spoorwegstation Florac. Tussen 1909 en 1968 reden hierop treinen vanuit Sainte-Cécile-d'Andorge.
Op 1 januari 2016 fuseerde de gemeente met het aangrenzende La Salle-Prunet tot de huidige commune nouvelle Florac Trois Rivières.

## Geografie
Florac ligt ingeklemd tussen de Cevennen in het oosten en de Causses in het westen. Door het dorp stroomt het riviertje de Tarnon dat net voorbij het dorp in de Tarn uitmondt aan de ingang van de Gorges du Tarn.
De oppervlakte van Florac bedraagt 29,9 km², de bevolkingsdichtheid is 66,8 inwoners per km².
De onderstaande kaart toont de ligging van Florac met de belangrijkste infrastructuur en aangrenzende gemeenten.

## Demografie
Vanaf de 19e eeuw kende de gemeente een sterke afname van de bevolking, met een dieptepunt in 1947 met 1.452 inwoners.
Onderstaande figuur toont het verloop van het inwonertal.

## Bezienswaardigheden
- Kasteel van Florac, een bezoekerscentrum van het Nationaal Park Cévennes
- Gorges du Tarn
- Pont de Barre